# Organizzazione della Luftwaffe (Wehrmacht)
In questa pagina viene descritta l'organizzazione della Luftwaffe mentre era parte della Wehrmacht, intendendo con ciò la catena di comando (partendo dal livello più alto, l'Oberkommando der Luftwaffe, scendendo verso il livello operativo con le Luftflotte, da cui dipendevano a loro volta Geschwader, Gruppe e Staffel), l'addestramento, la vita in caserma, lo stipendio del personale e i simboli della forza armata.

## Livelli organizzativi

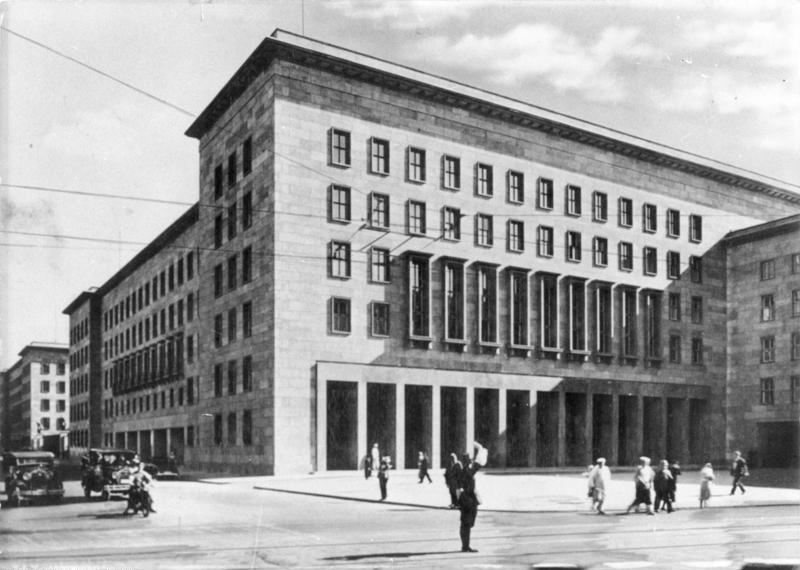
Il Reichsluftfahrtministerium nella Leipziger Straße di Berlino nel 1938

Ogni aspetto dell'aviazione tedesca, inclusa la Luftwaffe, era sotto il controllo del Reichsluftfahrtministerium (RLM – Ministero dell'aria del Reich), ma il comando militare su di essa spettava, in quanto parte delle forze armate tedesche, all'Oberkommando der Wehrmacht (OKW – Alto comando della Wehrmacht). Hermann Göring, ministro dell'aviazione dal marzo 1933 all'aprile 1945 e quindi responsabile dell'aviazione civile, era anche comandante in capo della Luftwaffe (Oberbefehlshaber der Luftwaffe). A livello operativo il comando della Luftwaffe era condiviso tra un "ispettore dei bombardieri" (Inspekteur der Kampfflieger) e un "ispettore della caccia aerea" (Inspekteur der Jagdflieger) assieme al segretario di stato per l'aviazione. Nell'aprile 1945, poco prima della fine della seconda guerra mondiale in Europa, Göring venne sostituito da Robert Ritter von Greim.
La Luftwaffe si divideva in tre branche: truppe aeree, artiglieria contraerea e truppe addette alle comunicazioni. Queste tre "braccia" della forza aerea tedesca vennero in seguito divise a loro volta in sotto-branche come ad esempio i paracadutisti, gli equipaggi aerei o il corpo medico aereo. Essendo poi la Luftwaffe organizzata per aree geografiche con ognuna un corpo di addetti alla manutenzione e al rifornimento, ogni unità che si sarebbe spostata da un settore all'altro non avrebbe dovuto preoccuparsi troppo della logistica, conferendole così una grande mobilità.

### Livello strategico: Oberkommando der Luftwaffe

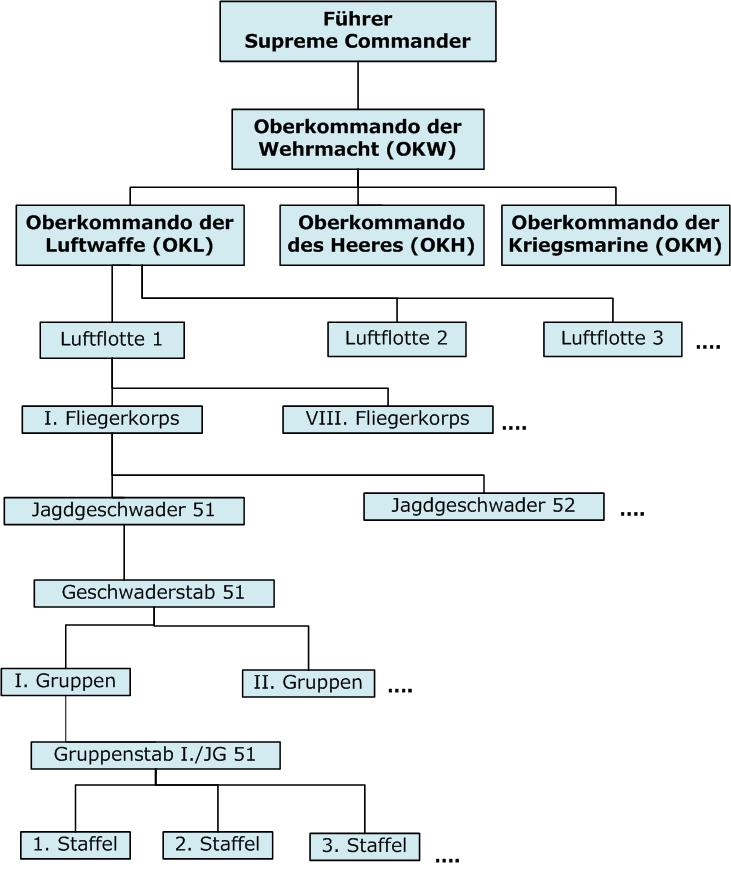
Schema semplificato della catena di comando della Luftwaffe

Il controllo strategico della Wehrmacht, tale era il nome dato alle forze armate tedesche, era affidato all'OKW, massima struttura di comando tedesca all'interno della quale esistevano tre comandi, uno per forza armata:
- Oberkommando des Heeres – Alto comando dell'esercito;
- Oberkommando der Luftwaffe – Alto comando dell'aeronautica;
- Oberkommando der Marine – Alto comando della marina.

Nonostante questa struttura, tutti gli ordini destinati alla Luftwaffe partirono da Hitler diretti verso Göring, che provvide poi a diramarli ai vari comandanti scavalcando l'OKW. Oltretutto, l'Oberkommando der Luftwaffe (OKL) inteso come centro di comando vero e proprio, paritetico a quello delle altre due forze armate, nacque solo il 5 febbraio 1944, pur esistendo già dal 1935, grazie agli sforzi dei generali Günther Korten e Karl Koller. Così facendo l'aspetto militare dell'aviazione venne definitivamente allontanato dal Ministero dell'aria a cui venne tolta la competenza sullo stato maggiore, sull'ispettorato delle armi, sul centro operazioni, sull'ispettorato della caccia aerea, sui rifornimenti e su una divisione addetta alle comunicazioni; il resto, come la produzione di armi e velivoli, rimase nelle mani del RLM. L'OKL era anche responsabile, assieme al Ministero dell'aria, della ricerca, della produzione e della manutenzione degli aerei.
L'OKL, guidato da un capo di stato maggiore, era diviso in otto direttorati (operazioni, organizzazione, addestramento, spostamenti delle truppe, intelligence, equipaggiamenti e rifornimenti, archivi storici e gestione del personale) e in diciassette ispettorati.

### Livello operativo

#### Luftflotte
| Luftkreis             | QG                |
| --------------------- | ----------------- |
| Luftkreis I           | Königsberg        |
| Luftkreis II          | Berlino           |
| Luftkreis III         | Dresda            |
| Luftkreis IV          | Münster           |
| Luftkreis V           | Monaco di Baviera |
| Luftkreis VI (navale) | Kiel              |

Il 1º aprile 1934 vennero istituiti sei Luftkreis (traducibile come "comando servizio aereo") che andarono a costituire le unità territoriali fondamentali della Luftwaffe.
A capo di ogni Luftkreis fu posto un Höherer Fliegerkommandeur che di conseguenza era anche responsabile di ogni unità nella sua zona di competenza: due o tre Luftgaukommando (comandi amministrativi), un comando comunicazioni, un battaglione medico e un'unità per la logistica; l'Höherer Fliegerkommandeur comandava inoltre gli aeroporti civili e la difesa aerea civile e, in seguito, anche i battaglioni di rimpiazzo (estesi nel 1936 alle dimensioni di un reggimento – Fliegerersatzregiment) e le unità della FlaK. Göring ed Erhard Milch scelsero per ricoprire questo ruolo dei Generalleutnant dell'esercito, poi promossi General der Flieger (Hans Halm, Edmund Wachenfeld e Leonhard Kaupisch), un ufficiale in pensione della marina (Konrad Zander, messo a capo del Luftkreis VI) e due ufficiali della Luftwaffe (Oberst Hugo Sperrle e Generalmajor Karl Schweickhard)

Bandiera del comandante di una Luftflotte

Nel luglio 1938 tuttavia le cose cambiarono. I Luftkreis vennero fusi in tre Luftwaffengruppenkommando e, come conseguenza, dal 1º novembre 1938 venne cambiata anche la terza cifra dei codici di identificazione degli aerei (chi era sotto l'amministrazione del Luftwaffengruppenkommando 1 dipinse un "1", un "2" per il Luftwaffengruppenkommando 2 e uno "0" per il Luftwaffenkommando Ostpreußen). Per la fine dell'aprile 1939 fu aggiunto un altro Luftwaffengruppenkommando. In seguito, il 1º febbraio 1939 tutti e quattro i Luftwaffengruppenkommando vennero rinominati Luftflotte (flotte aeree). Gli stormi vennero rinominati anch'essi ed assegnati in lotti di venticinque ad ogni Luftflotte: in questo modo la Luftflotte 1 aveva gli stormi dall'1 al 25, la Luftflotte 2 dal 26 al 50 e così via, ma la consistenza variò molto in base alle necessità di guerra.
All'inizio della guerra quindi vi erano quattro Luftflotte nella Germania, ma con il procedere della guerra ne vennero create altre tre per controllare i territori conquistati. Ogni Luftflotte, equivalente ad un gruppo d'armate terrestre, aveva un Jagdführer (comandante della caccia) che riferiva al comandante di tutte le operazioni della caccia. Sebbene il Ministero dell'aria ebbe la facoltà di spostare le Luftflotte, queste avevano, tramite dei comandi appositi, un controllo assoluto su ogni aspetto dell'aviazione nella loro zona di competenza, incluse le operazioni a terra, il supporto legale, l'amministrazione, le comunicazioni (suddivise in tre reggimenti) ed i rifornimenti. Era presente anche un'unità della FlaK.
| Luftflotte                                                  | Sede del QG                                                                  | Area d'operazioni                         |
| ----------------------------------------------------------- | ---------------------------------------------------------------------------- | ----------------------------------------- |
| Luftflotte 1                                                | Berlino                                                                      | Germania nord-orientale                   |
| Luftflotte 2                                                | Brunswick                                                                    | Germania nord-occidentale                 |
| Luftflotte 3                                                | Monaco di Baviera                                                            | Germania sud-occidentale                  |
| Luftflotte 4                                                | Vienna                                                                       | Germania sud-orientale                    |
| Luftflotte 5                                                | Oslo                                                                         | Norvegia, Finlandia e URSS settentrionale |
| Luftflotte 6                                                | Polonia, spostato a Bruxelles, poi a Smolensk e alla fine in Crimea nel 1941 | URSS centrale                             |
| Luftflotte 7 Zentral (rinominata Luftflotte Reich nel 1944) | Berlino                                                                      | Difesa del Reich                          |
| Luftflotte 10                                               | ??                                                                           | ??                                        |

#### Luftgau
Ogni Luftflotte era suddivisa in Luftgau (distretti aerei) e Fliegerkorps (corpi aerei). I primi provvedevano all'amministrazione e al supporto logistico di ogni aeroporto ed erano guidati da un Generalmajor (generale di brigata aerea) che aveva alle proprie dipendenze dai cinquanta ai centocinquanta uomini e riferiva direttamente al Ministero dell'aria. I Luftgau creati in Germania erano numerati in maniera non progressiva con numeri romani, mentre quelli istituiti all'estero portavano il nome della zona in cui erano stanziati.
Ogni Luftgau aveva diverse sezioni ognuna dedicata ad uno scopo diverso (operazioni, aiutanti dei comandanti, ufficio legale, amministrazione, comunicazione, rifornimenti e zone d'interdizione al volo) numerate con numeri arabi seguiti dal numero romano del Luftgau. Ad esempio, la 3ª sezione del Luftgau VI era designata "3/VI".

#### Fliegerkorps e Fliegerdivision
Mentre i Luftgau fornivano supporto amministrativo e logistico, i Fliegerkorps (corpi aerei), uno o più per Luftflotte, si occupavano delle questioni operative; avevano alle proprie dipendenze varie unità, solitamente stormi da caccia e da bombardamento (o da uno solo dei due tipi) affiancati da gruppi da ricognizione o, meno frequentemente, gruppi o squadriglie autonome e potevano essere distaccati presso altre Luftflotte. Ve ne erano un totale di dodici o tredici, numerati in maniera non consecutiva con numeri romani.

Bandiera del comandante di un Fliegerkorps (dal 1940)

Così come la Luftflotte di cui faceva parte, anche un Fliegerkorps aveva una sua zona geografica di competenza. Nei primi periodi di vita della Luftwaffe ogni Fliegerkorps era suddiviso in Fliegerdivision (divisioni aeree), avanzate però nella maggior parte dei casi e nei primi mesi di guerra a livello di Fliegerkorps. Specularmente, uno Jagdkorps (corpo caccia) era una versione specializzata dei Fliegerkorps con responsabilità di comando unicamente su aerei da caccia, con alle dipendenze delle Jagddivision con compiti operativi. Vi furono un totale di due Jagdkorps e otto Jagddivision che insieme formarono la Jagdwaffe, ovvero la forza da caccia della Luftwaffe.
Restando sul tema delle "divisioni", la Luftwaffe ne aveva anche di specializzate nel testare nuovi aerei così come aerei di preda bellica, difese antiaeree e sistemi di comunicazione. Queste erano semplicemente chiamate Lehrdivision (divisioni d'addestramento) e non erano numerate, venendo in seguito affiancate da vari Erprobungskommando con funzioni simili. Poteva entrare in questo tipo di unità solo il personale con all'attivo combattimenti di guerra.

### Livello tattico: Geschwader, Gruppe e Staffel

#### Geschwader
Ogni Geschwader (stormo) era comandato da un Geschwaderkommodore, semplice nomina affidata in genere ad un Oberst (colonnello), ad un Oberstleutnant (tenente colonnello) o ad un Major (maggiore). In aiuto di questa figura c'era un ufficiale dello stato maggiore con compiti amministrativi ed operativi. Quando in una Schwarm, una formazione di quattro aerei, volava il Geschwaderkommodore, questa era chiamata "Stabschwarm" (Schwarm comando). Gli stormi della Luftwaffe avevano alle proprie dipendenze solitamente tre Gruppe (gruppi), ma alcuni stormi da caccia ne ebbero anche quattro o, più raramente, addirittura cinque, per un numero complessivo di aerei variabile dai 108 ai 144. Durante la guerra le varie sub-unità dei Geschwader operarono distaccate l'una dall'altra e spesso in differenti teatri di guerra.
I Geschwader erano contraddistinti l'uno dall'altro con un numero arabo posto dopo la parola che indicava il tipo di stormo; alle volte uno stormo poteva anche essere intitolato a persone che si erano distinte nel volo, come ad esempio il Jagdgeschwader 2 che venne chiamato Jagdgeschwader 2 "Richthofen" in onore dell'asso tedesco della prima guerra mondiale.
| Specializzazione                     | Nome                   | Abbreviazione      | Note |
| ------------------------------------ | ---------------------- | ------------------ | --- |
| Ricognizione                         | Aufklärungsgeschwader  | ??                 | Tre stormi tutti rinominati nell'agosto 1939. |
| Caccia                               | Jagdgeschwader         | JG                 | Caccia diurni; tipicamente Messerschmitt Bf 109 o Focke-Wulf Fw 190 adattati a volte anche per l'attacco al suolo; 42 unità create in totale. |
| Bombardamento                        | Kampfgeschwader        | KG                 | Bombardieri medi; tipicamente equipaggiati con Heinkel He 111 e Junkers Ju 88; 36 unità create in totale. |
| Addestramento al bombardamento       | Kampfschulgeschwader   | KSG                | |
| Bombardamento in picchiata           | Sturzkampfgeschwader   | StG                | Bombardieri in picchiata; equipaggiati per la maggior parte con Junkers Ju 87; il 18 ottobre 1943 vennero in gran parte rinominati Schlachtgeschwader; 16 unità create in totale. |
| Trasporto                            | Transportgeschwader    | TG                 | Tipicamente equipaggiati con Junkers Ju 52 o Messerschmitt Me 323; questi stormi erano chiamati prima dell'aprile 1943 Kampfgeschwader zur besonderen Verwendung (stormi da battaglia per compiti speciali – KG z.b.V. – quattro unità da trasporto tutte rinominate, eccetto una sciolta nel novembre 1939); 5 unità create in totale più un'altra non ultimata. |
| Addestramento e prove su nuovi aerei | Lehrgeschwader         | LG                 | Test di nuovi aerei, anche di preda bellica, nuove difese antiaeree e nuovi sistemi di comunicazione; due unità create in totale, una usata per formare un Sturzkampfgeschwader nel novembre 1939. |
| Aliante                              | Luftlandegeschwader    | LLG                | Tra gli alianti in dotazione vi fu anche il Gotha Go 242; due unità create in totale. |
| Caccia notturna                      | Nachtjagdgeschwader    | NJG                | Tipicamente equipaggiati con Messerschmitt Bf 110 o Ju 88 forniti di radar per individuare le formazioni di bombardieri Alleati; 12 unità create in totale. |
| Attacco al suolo                     | Schlachtgeschwader     | SchlG, dal 1943 SG | Cacciabombardieri; inizialmente equipaggiati con biplani Henschel Hs 123 e poi con Henschel Hs 129, varianti cacciabombardieri dei Bf 109 e del Fw 190; 15 unità create in totale. |
| Bombardieri veloci                   | Schnellkampfgeschwader | SKG                | Tipicamente equipaggiati con Bf 109, Fw 190, Bf 110 o Messerschmitt Me 210 e addetti all'attacco al suolo; due unità create in totale; una convertita in Schlachtgeschwader nell'ottobre 1943 e l'altra in Zerstörergeschwader nel gennaio 1942. |
| Zerstörer                            | Zerstörergeschwader    | ZG                 | Caccia pesanti; tipicamente equipaggiati con Bf 110 o Messerschmitt Me 410; 6 unità create in totale. |

#### Gruppe

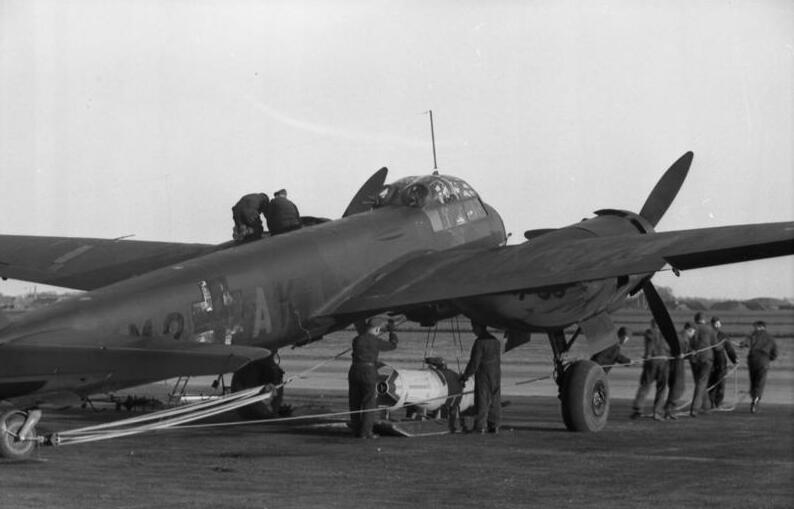
Uno Junkers Ju 88 A-4 del 2./Küstenfliegergruppe 106 nell'atto di essere caricato con delle bombe, nel 1942. Si notino le condizioni della coccarda

I vari Gruppe (gruppi) erano alle dipendenze, ognuno, di un Gruppenkommandeur, anche questa una semplice nomina affidata ad un Major o ad un Hauptmann (capitano) e anche questa assistita da un piccolo stato maggiore composto, spesso ma non sempre, da personale di volo o da piloti del gruppo. Per ogni Gruppe vi era una formazione di tre aerei comprensiva del comandante denominata Gruppenstab. In genere un Gruppe occupava un intero aeroporto e vari Gruppe dello stesso Geschwader erano stanziati in aeroporti adiacenti l'uno con l'altro, tutti con personale addetto alle riparazioni, alle comunicazioni e all'amministrazione, nonché un'aliquota di SS facente le funzioni di polizia militare.
La numerazione dei Gruppe era in numeri romani affiancata dalla sigla del Geschwader di appartenenza: il II gruppo del Jagdgeschwader 3 (3º stormo caccia) era ad esempio contraddistinto dalla sigla "II./JG 3" e, una volta trasferito al Jagdgeschwader 1 e rinominato I gruppo, divenne così il I./JG 1. Gli aerei di un Gruppe variavano dai trenta ai quaranta, ripartiti in tre Staffel (squadriglie, diventate quattro nel tardo 1944 per le unità della caccia, ingrossate fino a 65/70 aerei); vi erano tra i 35 ed i 150 membri degli equipaggi e piloti e tra i 300 ed i 500 uomini del personale di terra. Verso la metà della guerra molti Geschwader ricevettero un IV Gruppe con compiti addestrativi, presto però diventati vere e proprie unità di prima linea rimpiazzati dalle Ergänzungseinheiten, che ne assorbirono le vecchie funzioni; alle volte i Kampfgeschwader (stormi da bombardamento) avevano un V Gruppe con compiti addestrativi (Ergänzungsgruppe). Benché tutti i Gruppe di un medesimo Geschwader svolgessero lo stesso ruolo (caccia, bombardamento, ecc.), questi non volavano necessariamente sullo stesso tipo di aereo, specialmente negli stormi da caccia.
| Specializzazione                                | Nome                                             | Abbreviazione | Note |
| ----------------------------------------------- | ------------------------------------------------ | ------------- | --- |
| Ricognizione costiera e lotta antinave          | Küstenfliegergruppe                              | Kü.Fl.Gr.     | Unità con compiti simili al Coastal Command della RAF ed equipaggiate solitamente con idrovolanti Heinkel He 115 e Dornier Do 18, così come aerei basati a terra del tipo del Dornier Do 17. |
| Ricerca e distruzione mine navali               | Minensuchgruppe                                  | MSGr          | Junkers Ju-52 dotati di anello Mausi in grado di far detonare le mine navali. |
|                                                 | Bordfliegergruppe                                | BFGr          | Arado Ar 196 imbarcati nelle corazzate e negli incrociatori. |
| Ricognizione a lungo raggio                     | Aufklärungsgruppe (F), poi Fernaufklärungsgruppe | ??/FAGr       | |
| Ricognizione                                    | Aufklärungsgruppen (H), poi Nahaufklärungsgruppe | ??/NAGr       | Inizialmente distaccate presso l'esercito (Heer), provvidero a fornire ricognizioni (anche fotografiche) e vennero poi rinominati Nahaufklärungsgruppe; tipicamente equipaggiati con Messerschmitt Bf 109, Bf 110 e Ju 88, anche se venne usato un gran numero di aerei, compreso il Focke-Wulf Fw 189. |
|                                                 | Trägergruppe                                     | TrGr          | Junkers Ju 87C-1 e Bf 109T per cui era previsto l'imbarco nella portaerei Graf Zeppelin; sciolto nel 1940 in seguito all'abbandono del progetto della nave. |
| Rimpiazzi e addestramento                       | Ergänzungsgruppen                                | ERgGr         | |
| Test di nuovi aerei e di aerei di preda bellica | Erprobungsgruppe                                 | Epr.Gr.       | |
| Attacco al suolo notturno                       | Nachtschlachtgruppe                              | NSGr          | Maggiormente usati nei ruoli anticarro e antiuomo. |
| Ricognizione marittima                          | Seeaufklärungsgruppe                             | SAGr          | |

#### Staffel
Una Staffel (squadriglia) aveva in genere nove aerei, numero che a volte diminuiva a cinque o sei e a volte aumentava fino a dodici/sedici, ed era comandata da un Hauptmann, da un Oberleutnant (tenente) o da un Leutnant (sottotenente) nominato Staffelkapitän. Le Staffel erano numerate consecutivamente in base al Gruppe di cui facevano parte (I Gruppe – 1ª, 2ª e 3ª Staffel – II Gruppe – 4ª, 5ª e 6ª Staffel ecc.) e avevano una sigla contraddistinta dal proprio numero affiancato dall'abbreviazione del Geschwader di appartenenza: la 6ª Staffel del Jagdgeschwader 27 era abbreviata, ad esempio, 6./JG 27.
Una Staffel della caccia contava circa 150 uomini mentre una da bombardamento ne aveva circa 80, giacché alcuni compiti erano assolti dalle unità distaccate dal locale Luftgau. Spesso una Staffel disponeva anche di una sezione (Zug) per le riparazioni: nei casi delle Staffel da bombardamento queste consistevano in dodici meccanici, due meccanici motoristi, un meccanico addetto alla strumentazione di bordo, sei armieri, sei armieri addetti alle bombe, due meccanici addetti alle apparecchiature radio e un esperto di paracadute.
Oltre alle normali squadriglie, la Luftwaffe ne utilizzò anche di speciali per far fronte a vari compiti. Dopo la metà del 1942 vennero istituite delle Störkampfstaffeln per emulare le operazioni di attacco al suolo notturne dell'aeronautica militare sovietica, in questo uguali ai Nachtschlachtgruppe, operanti su biplani e aerei d'addestramento come l'Heinkel He 46, l'Arado Ar 66, il Focke-Wulf Fw 56 e il Gotha Go 145; le Luftbeobachtungstaffel, poi rinominate Wettererkundungsstaffel (Weku o Wekusta), avevano compiti meteorologici; una squadriglia denominata "Staffel 92" venne dotata della versione P del Ju 88 dotata di un cannone anticarro da 75 mm; le Jagdbomberstaffel (Jabo) erano specializzate nell'attacco al suolo e, dopo il lavoro dell'asso Heinz Knoke, contro i bombardieri Alleati; e infine vi furono alcune squadriglie create appositamente per la difesa di specifiche fabbriche.

##### Schwarm, Rotte e Kette

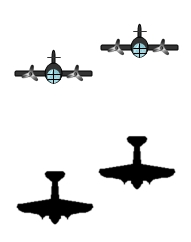
Rotte
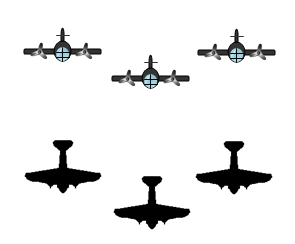
Kette

Una Staffel era divisa in tre Schwarm (in tedesco letteralmente "sciame" in italiano gruppo probabilmente ) composti da quattro o sei aerei. Uno Schwarm conteneva a sua volta due o tre Rotte di due aerei ciascuna. La Rotte era l'unita basica delle unità di caccia, in cui volava un pilota e il suo gregario.
Uno Schwarm di bombardieri era diviso in Kette (letteralmente "catena") di tre aerei in formazione a "V".

#### La formazione a "quattro dita"

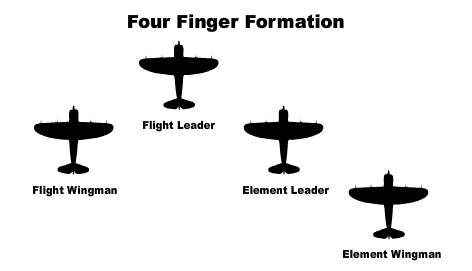
La formazione a "quattro dita" adottata dalla Luftwaffe

Nel corso della guerra civile spagnola gli assi della Luftwaffe Werner Mölders e Günther Lützow misero a punto una nuova formazione costituita da due Rotte (quindi quattro aerei, cioè una Schwarm) disposte come a formare l'immagine di "quattro dita". La formazione garantiva ad ogni pilota la massima visibilità possibile e, grazie alle due Rotte, godeva di un'ottima flessibilità potendo separarsi in due unità, ognuna con un pilota ed un gregario, in ogni momento. In testa alla Schwarm c'era il leader di una Rotte (Rottenführer), affiancato a sinistra, poco più dietro, dal suo gregario e a destra, alla stessa altezza del gregario, dall'altro Rottenführer, seguito sulla destra dal suo gregario.
La formazione a quattro dita si rivelò utile durante la battaglia d'Inghilterra, ma già in Spagna i piloti sovietici la copiarono a loro giovamento.

## Addestramento

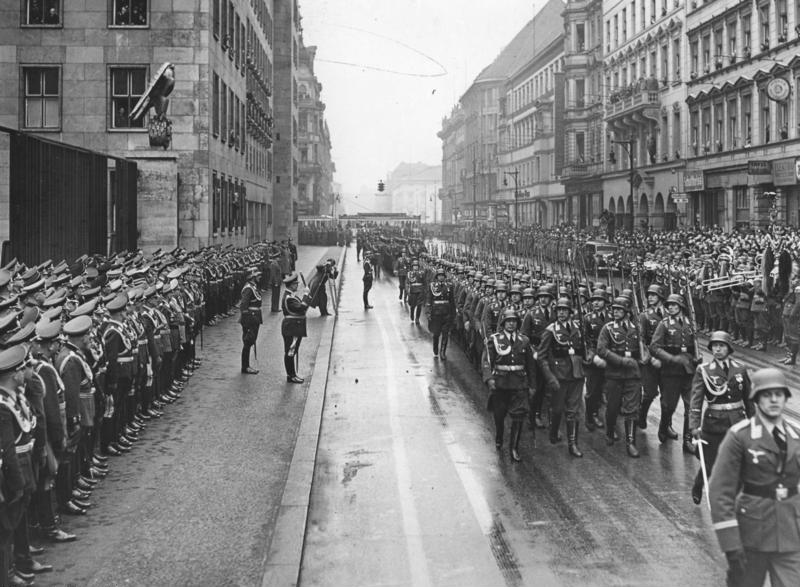
1º marzo 1939, Berlino: parata durante il quarto anniversario della fondazione della Luftwaffe

Gli uomini arruolati nella Luftwaffe seguivano un addestramento di base uguale per tutti, al termine del quale venivano indirizzati verso una determinata specializzazione scelta in base alle competenze personali e alle necessità della forza armata. Chi era in grado di fare il pilota seguiva un ulteriore corso per partecipare poi ad un'altra scuola di specializzazione (caccia pesante, bombardiere in picchiata ecc.), mentre chi era ritenuto non idoneo a ricoprire questo ruolo veniva dirottato verso altri indirizzi tra cui le scuole addette agli equipaggi di volo (meccanici di bordo, operatori radio di bordo, mitraglieri di bordo od osservatori).
Spesso le varie scuole condividevano la stessa sede con relativo aeroporto e caserma, e non di rado l'addestramento dell'intero equipaggio di volo avveniva simultaneamente nello stesso aereo.
A quanto segue nei paragrafi successivi bisogna tener conto che dalla metà del 1942 le risorse a disposizione dei centri di addestramento vennero ridotte in favore delle unità al fronte. Di conseguenza, da quel momento i programmi di addestramento vennero compressi ed i piloti, ma non solo, si brevettarono con meno ore di volo alle spalle ed aumentarono gli incidenti mortali in fase di addestramento.

### Addestramento di base
Almeno alle sue origini, pochi uomini si unirono alla Luftwaffe per motivi ideologici legati al partito nazista, visto piuttosto come un'istituzione capace di offrire riparo dai disagi economici del tempo o, soprattutto, in grado di offrire l'opportunità di diventare un pilota, privilegio per cui, tutto sommato, aderire allo NSDAP era un piccolo prezzo da pagare. Durante i primi anni di clandestinità il brevetto da pilota era concesso dalla Verkehrsfliegerschule (scuola aerea commerciale) di Berlino della Lufthansa, estremamente selettiva: circa il 90% dei candidati venivano respinti durante i dieci giorni di corso necessari per entrarvi; nel 1932, ad esempio, su 4.000 persone che fecero richiesta d'ammissione al corso di pilota solo 18 vennero ammesse (tra cui il futuro asso Adolf Galland). Questa politica volutamente severa assicurò alla Luftwaffe un nucleo iniziale di piloti attorno ai quali svilupparsi estremamente capaci.
Già dal 1935, anno in cui venne resa pubblica l'esistenza della Luftwaffe, l'arma aerea tedesca aveva tra le sue priorità l'acquisizione di nuovi piloti, priorità che si rifletteva nel sistema di reclutamento. Innanzitutto la recluta veniva inquadrata in un Flieger-Ersatz-Abteilung (battaglione rimpiazzi aviatori, abbreviato in Fl.Ers.Abt) dove, dopo aver appreso l'uso dell'uniforme e la struttura della base ed aver presenziato ad una cerimonia d'ingresso, veniva vaccinata entro una o due settimane contro il tetano, il vaiolo, la febbre tifoide, la febbre paratifoide, la dissenteria e il colera. Oltre alle marce, all'uso delle armi da fuoco e alla disciplina militare, il soldato apprendeva anche i rudimenti della cartografia e dell'utilizzo delle apparecchiature radiofoniche.
Dopo questo periodo iniziale di sei mesi, tutte le reclute venivano vagliate per un possibile avanzamento al ruolo di pilota. Chi ne aveva le caratteristiche veniva inviato in una Flug-Anwärterkompanie (traducibile come "compagnia aspiranti al volo") dove era sottoposto ad un insegnamento di base sul volo con relativi esami; chi era ritenuto inadatto a fare il pilota ma prospettava comunque buone caratteristiche per essere un membro di un equipaggio di volo passava ad un Flieger-Ausbildungs-Regiment ("reggimento addestramento aviatori", abbreviato Fl.AR.) per sottoporsi a due mesi di insegnamenti concernenti la navigazione aerea, le radiocomunicazioni, la meccanica e l'uso dell'armamento aereo, al termine dei quali veniva selezionato per la specializzazione in cui si era dimostrato più valente. Verso il dicembre del 1940 il reclutamento di queste importanti fasce di specialisti e dei piloti venne velocizzato tramite una razionalizzazione e un compressione del sistema: venne eliminata la tappa dei Fl.Ers.Abt le cui funzioni vennero assorbite dai Fl.AR., a cui seguiva dopo tre mesi (aumentati a quattro nel 1943) per i soli piloti la tappa della Flug-Anwärterkompanie; chi, diversamente, veniva ritenuto inadatto a fare il pilota, veniva dirottato verso i Fl.Ers.Abt per completare l'addestramento di base e scegliere un altro compito all'interno della Luftwaffe.

### Selezione e specializzazione dei piloti
Prima di esporre il metodo generico di selezione dei piloti, è bene chiarire che ogni scuola aveva un programma e tipi di aerei in dotazione diversi dalle altre.
Una volta ammesso alla Flug-Anwärterkompanie, l'aspirante pilota riceveva altro insegnamento teorico sul volo e, se meritevole, avanzava alla Flugzeugführerschule-A/B (abbreviata F.Z.S-A/B ma comunemente chiamata "A/B-Schule") non appena si liberava un posto in quest'ultima (solitamente dopo due mesi) per iniziare l'addestramento al volo vero e proprio, diviso in quattro livelli, ognuno con un esame finale che condizionava l'ingresso al livello superiore. Se tutto andava bene, in un periodo variabile dai quattordici ai diciassette mesi, il candidato entrava nei livelli "A" (iniziazione al volo di base con istruttore in aerei a doppi comandi, decollo e atterraggio, uscita da situazioni di stallo ecc.), "A2" (concetti teorici quali aerodinamica, meteorologia, leggi e convenzioni aeronautiche e lavori pratici di ingegneria aeronautica, navigazione, uso delle radio e del codice Morse accompagnati da ulteriori voli di addestramento su aerei monomotore), "B" (voli avanzati su aerei mono e bimotore) e "B2" (che terminava dopo 100/150 ore di volo). Nel tardo 1940 tuttavia, così come avvenne per l'addestramento di base, anche questo sistema venne riformato per far fronte alle necessità di guerra: rimasti inalterati i requisiti d'accesso alla Flug-Anwärterkompanie, venne invece fuso il livello A2 negli altri tre livelli, sicché il livello A durava ora solo tre mesi, nel B1 l'addestramento era solo su aerei monomotore e il B2 prevedeva anche il volo su aerei bimotore; la grande novità fu l'ingresso in scena del livello K1 concernente l'apprendimento di acrobazie volte a far conoscere le principali tecniche evasive in combattimento. Il corso K1 dava anche modo agli istruttori di individuare i piloti più capaci, a cui veniva dedicata più attenzione.
Terminata l'A/B-Schule, che ora durava dai dieci ai tredici mesi, al candidato veniva ufficialmente concesso il brevetto di pilota militare e il tanto ambito distintivo di pilota.
A questo punto i piloti di aerei monomotore venivano "smistati" verso la scuola di specializzazione che meglio ne avrebbe esaltato le capacità. Chi era adatto agli aerei da caccia entrava nelle Jagdfliegerschule, mentre a quelli adatti ai cacciabombardieri erano riservate le Schlachtfliegerschule, con un'ulteriore specializzazione per i candidati al pilotaggio di cacciabombardieri in picchiata: a questi ultimi erano dedicate le Sturzkampffliegerschule che, con vari e severi metodi che divergevano da scuola a scuola, testavano in un periodo variabile dai quattro mesi ad un anno le capacità fisiche e psichiche dei piloti, respingendo eventualmente i non idonei alle scuole di trasporto aereo (Transportfliegerschule), finendo a volte col servire in "stormi da battaglia con compiti speciali" (Kampfgeschwadern zur besonderen Verwendungs – incluso il trasporto).
Ai piloti per aerei bimotore era invece richiesto un periodo di formazione addizionale (da due a sei mesi) da svolgersi nelle Flugzeugführerschule-C (anche dette "C-Schule"), spesso situate in aeroporti con altre scuole di volo. Le C-Schule fornivano un'istruzione avanzata circa la strumentazione di bordo, la navigazione astronomica e l'uso dei radar di bordo per individuare altri aerei. Le ore di volo erano in genere 50/60, aumentate a 70 nel 1941, e prevedevano la rotazione dei compiti dei due membri dell'equipaggio. Conclusa la C-Schule gli aviatori passavano ad una Blindfliegerschule (scuola di volo cieco) per sottoporsi a quattro-sei settimane (35-60 ore di volo) di corsi intensivi sulla navigazione basata solo sugli strumenti di bordo e sulla navigazione stimata. A questo punto questi piloti erano i più addestrati della Luftwaffe ed erano pronti per passare ad una scuola di volo specifica per una determinata disciplina (bombardamento, trasporto, ricognizione o caccia pesante).

### Selezione e specializzazione degli altri componenti dell'equipaggio di volo
Come già detto, chi era inadatto a ricoprire il ruolo del pilota veniva mandato nei Flieger-Ersatz-Abteilung per completare l'addestramento di base e scegliere un altro ruolo, in accordo con le capacità personali e le preferenze espresse, spesso però relegate in secondo piano rispetto alle necessità della Luftwaffe, che inviava la maggior parte degli uomini alla FlaK, la contraerea. Chi, però, aveva ancora le caratteristiche per volare, come ad esempio gli esclusi dalle A/B-Schule, era spedito ai Flieger-Ausbildungs-Regiment per sottoporsi a due mesi di insegnamenti specifici, al termine dei quali veniva selezionato per la specializzazione in cui si era dimostrato più valente. Verso la metà della guerra la mancanza di uomini diede l'opportunità a chi era membro di un'altra branca di far domanda per entrare negli equipaggi di volo.
Bordfunker (operatore radio di bordo)
Per diventare Bordfunker era necessario svolgere un corso di nove mesi presso una Luftnachrichtenschule (scuola comunicazioni aeree) assieme al personale destinato ad altri ruoli, con i quali studiava la radiocomunicazione, il codice Morse e rudimenti sulla navigazione e la strumentazione di bordo; l'insegnamento pratico avveniva in un'altra scuola con accesso ad un aeroporto.
Beobachter (osservatore)

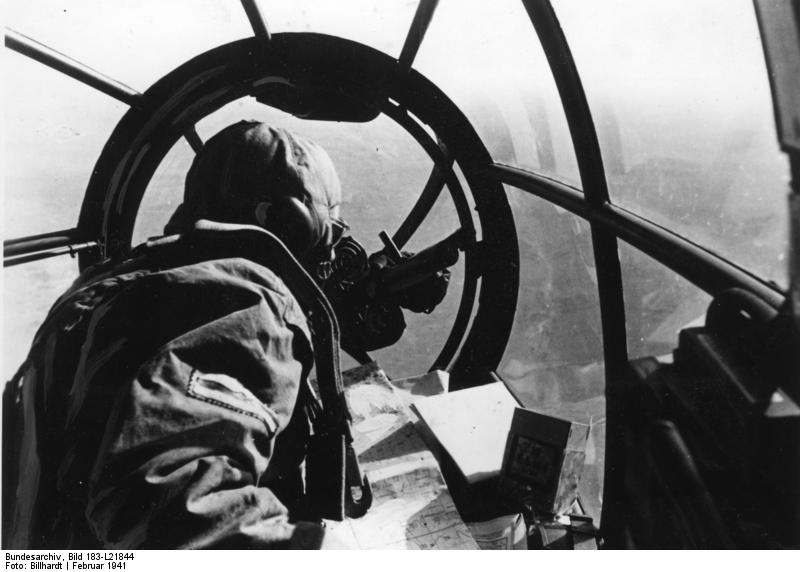
Un mitragliere con cartina appostato nel muso di un Heinkel He 111

Gli uomini selezionati per il ruolo di osservatore frequentarono una Aufklärungsschule (scuola di ricognizione) fino a quando non vennero create nell'autunno 1942 quattro Kampfbeobachterschule (traducibile come "scuole per osservatori da battaglia). Il corso durava dai nove ai dodici mesi e mirava a far comprendere ai suoi studenti la navigazione, la cartografia e lo studio delle fotografie scattate per la ricognizione, così come elementi basilari di tattica aerea e cenni sull'uso delle mitragliatrici di bordo, nonché l'uso di tutti gli strumenti di navigazione e dei puntatori per lo sgancio delle bombe. La grande importanza del ruolo fece sì che nel 1937 i Beobachter vennero nominati comandanti dell'aereo in cui avrebbero volato e ricoprivano in genere il grado di Feldwebel (maresciallo) o Leutnant (sottotenente).
Bordmechanik (meccanico di bordo)
Il meccanico di bordo imparava il mestiere in una Fliegertechnischeschule nell'arco di nove mesi. Oltre a studi approfonditi su numerosi motori a combustione interna e a cenni di aerodinamica lo studente a volte veniva inviato direttamente nelle fabbriche, dove aveva modo di ricevere consigli dagli ingegneri e testare con mano le nozioni apprese nella teoria.
Bordschütze (mitragliere di bordo)
I mitraglieri di bordo frequentavano un corso di cinque mesi presso le Fliegerschützenschule (dal gennaio 1942 rinominate Bordschützenschule). In questo lasso di tempo familiarizzavano con una grande varietà di armi da fuoco, tra cui il fucile Mauser Karabiner 98k, la mitragliatrice MG 13 e pistole con calibro 9 × 19 mm, compiendo contemporaneamente prove pratiche in volo con le mitragliatrici dell'aereo contro bersagli trainati, aiutati dall'uso di munizioni traccianti; erano previsti anche finti attacchi da parte dei caccia per insegnare ai mitraglieri le probabili manovre che avrebbero eseguito i piloti avversari. Così come avveniva per altre specializzazioni, anche il mitragliere riceveva nozioni non strettamente inerenti al suo ruolo: radiocomunicazione, navigazione e tecnica dei motori, per far sì che in caso di perdite durante il volo ogni uomo avrebbe potuto assolvere le funzioni del commilitone caduto.
Bordmechanik, Bordfunker e Bordschütze erano in genere Gefreiter (avieri scelti) o Unteroffizier (sergenti). Finito l'addestramento, ogni specialista riceveva il relativo distintivo, così come avveniva per i piloti, e passava in una delle cinque Große Kampffliegerschule (traducibile come "alta scuola di bombardamento") basate a Tutow, Hörsching, Greifswald, Thorn e Parow, eccezion fatta per gli operatori radio che potevano essere inviati presso una Sturzkampffliegerschule.

## Vita in caserma
In generale le condizioni di vita dentro le caserme erano molto buone. Le camere per sei uomini erano arredate con un tavolo, sedie e letti in ferro provvisti di coperte e lenzuola adeguatamente distanziati l'uno dall'altro. Per ogni camera veniva nominato un responsabile che riferiva direttamente allo Staffelkapitän (caposquadriglia) circa la pulizia della camera e degli ordini giornalieri. La pulizia personale avveniva in una stanza comune, dove scorreva acqua calda, provvista di grandi lavandini, docce e a volte anche bagni. Anche i pasti erano solitamente di buona qualità, anche se in tempo di guerra le razioni vennero ridotte in favore delle truppe al fronte. La colazione classica era a base di panini, caffè e marmellate, mentre i pasti principali includevano zuppe con alto contenuto di patate. Durante la settimana erano dispensate anche salsicce e la domenica era possibile mangiare arrosto di manzo con verdure.
Il poco tempo libero a disposizione veniva solitamente riempito scrivendo lettere a casa, giocare a biliardo o all'ancora più popolare gioco di carte Skat; qualcuno aveva pure l'hobby del modellismo. Molte caserme avevano attrezzature per la fotografia, la lettura e la forma fisica. Chi era in grado di suonare o recitare veniva spesso coinvolto in spettacoli ricreativi, anche se al fronte facevano spesso visita compagnie teatrali o cinema mobili. Nel 1939 Göring proibì ai suoi uomini di fumare in pubblico e, sebbene disponibile nella mensa, l'alcol venne notevolmente razionato, con pene per gli ubriachi che andavano fino a due giorni di carcere. Disordine, ritardi e non compimento dei doveri giornalieri comportavano lavori extra, revoca delle libere uscite e persino l'obbligo di indossare un paracadute con qualche lacerazione durante i voli di addestramento; in casi gravi la paga veniva ridotta e le licenze per tornare a casa revocate.
Oltre al Luftwaffenhelferinen (servizio ausiliario femminile della Luftwaffe), per gli uomini l'unica altra probabilità di incontrare delle donne si aveva durante il tempo libero. In Africa settentrionale vi era una sola casa di tolleranza autorizzata per il personale militare tedesco, a Tripoli, interamente composta da donne italiane per via della legge per la protezione del sangue e dell'onore tedesco che impediva di frequentare donne "indigene". Qualche volta, in caso di lunga permanenza fuori casa, mogli e fidanzate si trasferivano per qualche giorno nella città dove era basato il soldato, ma non erano ammesse nelle caserme. Spesso le coppie ritennero giusto aspettare la fine della guerra prima di contrarre matrimonio, mentre chi non era dello stesso parere solitamente organizzava matrimoni di gruppo. Dopo le consuete indagini sulla purezza razziale della futura sposa, ai soldati veniva concesso qualche giorno (o qualche ora) di licenza per sposarsi; per chi prestava servizio oltremare era più facile invece celebrare l'evento al telefono. Le distanze ed i lunghi periodi di assenza misero alla prova ogni relazione, e molti soldati ebbero relazioni extra-matrimoniali o presero una nuova moglie. Dal 30 novembre 1935 chi non era iscritto al partito nazista e divorziava era legalmente impossibilitato a volare.
I soldati inviati al fronte occidentale godettero di maggiore comfort rispetto ai loro colleghi inviati in altri fronti: relativamente vicini alla Germania, prestavano servizio in paesi altamente civilizzati con abitanti disposti a volte ad instaurare una convivenza pacifica, e con vie di comunicazione che permettevano viaggi durante le licenze (con Parigi al top delle preferenze). In Africa settentrionale invece le licenze erano limitatissime, mentre al fronte orientale il rigido inverno sovietico espose il personale, specie quello di terra, ad enormi fatiche e privazioni, in parte attenuate dall'amicizia dimostrata dalle popolazioni bielorusse ed ucraine che videro nei tedeschi dei liberatori, un'amicizia però presto incrinata dalla pulizia etnica compiuta dagli Einsatzgruppen.

## Stipendio
Il personale della Luftwaffe era stipendiato ogni 10, 20 o 30 di ogni mese con un salario che variava molto da soldato a soldato per via delle varie indennità e di altri fattori. Ad esempio, oltre alla paga base (Grundgehalt), il soldato poteva vedersi accreditata, in tempo di pace o durante il servizio non attivo, anche un'indennità di alloggio per compensare le spese della casa qualora le caserme fossero state piene. Chi era stanziato a Berlino, Amburgo e Vienna riceveva un contributo extra del 3% rispetto alla paga base per via dell'alto costo della vita in queste tre città. Ancora, specifiche qualifiche comportavano un aumento di salario mentre, come già detto, l'indisciplina ne comportava una riduzione. Sui soli soldati di carriera gravava una tassa giornaliera proporzionata al grado (50 Pfennig per un Flieger, 75 Pf per un Gefreiter ecc.) che tuttavia non venne applicata ai coscritti in tempo di guerra. Se ferito o convalescente in ospedale la paga del milite era ridotta di un 10-20% (per i generali anche del 35%) per sostenere spese mediche, cibo e lavanderia. In caso di morte alla famiglia del defunto spettava una pensione e altre agevolazioni fiscali. La paga per il servizio attivo, soprannominata "Kopfgeld", veniva aggiunta allo stipendio base, così come avveniva per la paga di guerra per il servizio al fronte e la paga di volo (Fliegerzulage).

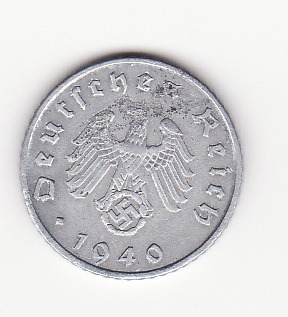
5 Pfennig del 1940

Date le limitate occasioni di spesa, solitamente il denaro veniva inviato alla famiglia.
Prendendo come riferimento la metà della seconda guerra mondiale, il salario base di un Flieger era 65 Reichsmark (ℛℳ), di un Gefreiter 77, quella di un Obergefreiter si aggirava dai 98 ai 105 ℛℳ mentre un Hauptgefreiter ne prendeva 118,70. Tra i sottufficiali (Unteroffizier) la paga di un Unteroffizier e di un Unterfeldwebel si aggirava rispettivamente intorno ai 128-160 ℛℳ e 170-180 ℛℳ, aumentati a 195 ℛℳ per un Feldwebel, mentre l'Oberfeldwebel prendeva solo 5 ℛℳ in più; originariamente gli Hauptfeldwebel erano retribuiti allo stesso modo degli Oberfeldwebel con una maggiorazione di 5 ℛℳ al mese per un totale di 205 ℛℳ, ma nel maggio 1942 lo stipendio base degli Hauptfeldwebel venne incrementato a 250 ℛℳ e cessarono i bonus; ultimi e più alti in grado tra i sottufficiali, gli Stabsfeldwebel guadagnavano tra i 212,50 ed i 244,50 ℛℳ dopo un periodo di servizio con questo grado variabile dai 13 ai 18 anni. Lo stipendio degli ufficiali era diviso in vari livelli per ogni grado, cosa che creava delle sovrapposizioni con gli stipendi di alcuni gradi superiori o inferiori: il settimo e ultimo livello di paga di un Leutnant, il grado più basso da ufficiale, corrispondeva alla stessa paga di un Oberfeldwebel, con gli altri sei livelli a salire di circa 25 ℛℳ ciascuno fino a 300 ℛℳ; il più basso dei quattro livelli da Oberleutnant iniziava da 283,34 ℛℳ, aumentando di 25 ℛℳ per livello fino a 350 ℛℳ; i tre livelli dell'Hauptmann prevedevano un salario di 400, 500 e 575 ℛℳ, mentre un Major poteva ricevere dai 641,67 ai 700 ℛℳ al mese, superato dagli Oberstleutnant con 808,34 ℛℳ e dagli Oberst con 1.050 ℛℳ.
Il personale di stanza in Africa settentrionale era pagato in lire italiane.

## Simboli e mimetizzazione

### Primi anni

La Balkenkreuz della seconda guerra mondiale

Dopo la rimilitarizzazione della Renania avvenuta nel marzo 1936 la Luftwaffe cessò definitivamente di "indossare" insegne civili e non fece più nulla per nascondere l'identità dei suoi aerei, che ora avevano tutti una Balkenkreuz bordata di bianco e nero in entrambi i lati della fusoliera e nella parte superiore ed inferiore di ogni ala, e una svastica inserita in un cerchio bianco a sua volta su fondo rosso disegnata in entrambi i lati della deriva e del timone. Allo stesso tempo cambiarono i codici identificativi degli aerei, seppur per breve tempo ed effettivamente solo sugli aerei della caccia, dipinti su entrambi i lati della fusoliera e delle ali. Venne adottato un codice alfanumerico di cinque caratteri: due numeri, una lettera e altri due numeri. Ad esempio la sigla "53+A13" stava ad indicare un aereo inquadrato nella 3ª Staffel (3) del I Gruppe (1) del terzo Geschwader (3) creato all'interno del Luftkreis V (5); la "A" era la lettera individuale del velivolo. A volte al posto dei due ultimi codici appariva uno "0K" che individuava un aereo facente parte di una Stabschwarm (formazione del comandante del Geschwader). Un anno prima, nel 1935, la cappottatura del motore e il dorso della fusoliera dei caccia, fino alla coda, erano stati dipinti con un colore che variava da reparto in reparto, a volte assegnato casualmente, a volte con specifica motivazione (ad esempio il Jagdgeschwader 132, erede del Jagdgeschwader 1 della prima guerra mondiale dove aveva prestato servizio il Barone rosso, aveva come colore proprio il rosso).
Come era prevedibile, il sistema di identificazione si rivelò difficile da leggere in volo e da lunghe distanze, essendo inoltre troppo complicato per capire in poco tempo da dove proveniva l'aereo. Nel luglio 1936 quindi una direttiva autorizzò il mantenimento dei colori sui caccia, ma obbligò a cambiare il sistema di identificazione: ogni caccia di una squadriglia doveva "indossare" in entrambi i lati del "naso" e nella parte centrale superiore ed inferiore di ogni ala un numero, variabile da 1 a 12, colorato di bianco con il contorno nero. Il numero 1 era assegnato ai Staffelkapitän. In aggiunta, le squadriglie 2, 5 e 8 di ogni gruppo dovevano avere una banda bianca nella cappottatura motore e nella parte posteriore della fusoliera, mentre per le squadriglie 3, 6 e 9 era previsto, nelle stesse zone, un disco bianco; nessun accorgimento doveva essere adottato per le squadriglie 1, 4 e 7. Facevano eccezioni i caccia dei Staffelkapitän, che non avevano in nessun caso nessuna banda o disco. Per identificare i gruppi, invece, vennero pitturati dei simboli nella fusoliera, tra il numero del singolo aereo e la Balkenkreuz: per il I gruppo di ogni Geschwader non era previsto nessun simbolo, per il II una barra orizzontale, per il III una barra orizzontale ondulata (sostituita nel 1941, a volte solo sulla carta, da una semplice barra verticale) e per il IV, quando presente, una piccola croce o un disco. I vari comandanti dei Geschwader e dei Gruppe erano riconoscibili da una combinazione di barre e galloni, bianchi e contornati di nero, dipinti ai lati della fusoliera e nelle superfici superiori e inferiori delle ali.
Tra il 1937 e lo scoppio della seconda guerra mondiale la Luftwaffe utilizzò una notevole varietà di schemi mimetici sui propri aerei. Verificando sulle fotografie d'epoca, è stato possibile stabilire che l'applicazione delle vernici e dei vari simboli o stemmi era poco coordinata a livello globale e difettava di un controllo dall'alto da parte delle autorità competenti. Lo schema mimetico più comune nei caccia entrati in servizio nel 1937 e nel 1938 era un semplice velo di grigio chiaro applicato in tutte le superfici laterali e superiori, mentre in quelle inferiori veniva posta della vernice color blu chiaro. All'inizio del 1938 il Reichsluftfahrtministerium (RLM – Ministero dell'aria del Reich) emanò una direttiva ordinando di ricoprire le superfici laterali e superiori con della vernice color "schwarzgrün" (letteralmente "nero-verde", nei fatti un verde molto scuro), lasciando inalterate le superfici inferiori. Sempre nel 1938 qualche aereo venne coperto con la vernice color "dunkelgrün" (un verde scuro leggermente meno forte dello schwarzgrün), una pratica che diventò via via predominante fino alla fine del 1939. Sempre verso l'inizio del 1938 vennero abbandonati i vecchi colori identificati dei vari Geschwader e fu assegnato un colore ad ogni Staffel facente parte di un Gruppe: la lettera individuale di un aereo della 1ª Staffel era bianca, della 2ª Staffel rossa (anche se durante le prime fasi della seconda guerra mondiale il rosso scomparve in favore del nero), della 3ª Staffel gialla. In teoria la lettera individuale dell'aereo sarebbe dovuta essere stata riposizionata prima della Balkenkreuz, ma nella pratica vi furono numerose eccezioni che la collocarono in testa o in coda all'aereo, e con dimensioni variabili a seconda dell'unità di appartenenza. In questo periodo scomparve anche il cerchio bianco e la banda rossa messi come sfondo alla svastica, troppo visibili.
Dopo la riorganizzazione dei Luftwaffenkommando in Luftflotte, nel febbraio 1939, cambiò anche la numerazione dei Geschwader, assegnati in lotti di venticinque ad ogni Luftflotte: dall'1 al 25 alla Luftflotte 1, dal 26 al 50 alla Luftflotte 2, dal 51 al 75 alla Luftflotte 3 e dal 76 al 99 alla Luftflotte 4. Il 4 luglio seguente venne emanato un ordine che andò a modificare i codici identificativi degli aerei (diminuiti nel frattempo da cinque a quattro con la creazione delle Luftflotte), escludendo però le unità da caccia e da attacco al suolo. I primi due codici alfanumerici, quelli alla sinistra della Balkenkreuz, rappresentavano ora il Geschwader o il Gruppe autonomo di appartenenza; ad esempio il codice "1H+GT" indicava che l'aereo era in organico al Kampfgeschwader 26, mentre se al posto di "1H" vi fosse stato "U5" questo significava che l'aereo era del Kampfgeschwader 2, e così via per le altre unità. La lettera individuale dell'aereo, nell'esempio fatto sopra la "G" dipinta subito a destra della Balkenkreuz, era seguita da un'altra lettera colorata rappresentante la Staffel o la Stabskette del Gruppe (nel nostro caso la "T"). Di seguito è riportato lo schema dei significati di quest'ultima lettera:
B: Stab del I Gruppe

H: 1. Staffel

K: 2. Staffel

L: 3. Staffel
D: Stab del III Gruppe

R: 7. Staffel

S: 8. Staffel

T: 9. Staffel

C: Stab del II Gruppe

M: 4. Staffel

N: 5. Staffel

P: 6. Staffel
E: Stab del IV Gruppe

U: 10. Staffel

V: 11. Staffel

W: 12. Staffel
Il primo, secondo e quarto codice erano virtualmente sempre neri, ma il terzo codice, cioè la lettera individuale dell'aereo, era spesso dipinta con un colore corrispettivo della Staffel di appartenenza come già spiegato (a ciò si aggiunga il blu per il comando del Geschwader e il verde per il comando del Gruppe). L'intero codice era solitamente riportato anche sotto le ali, mentre sopra a volte figurava la lettera individuale.

### Guerra civile spagnola

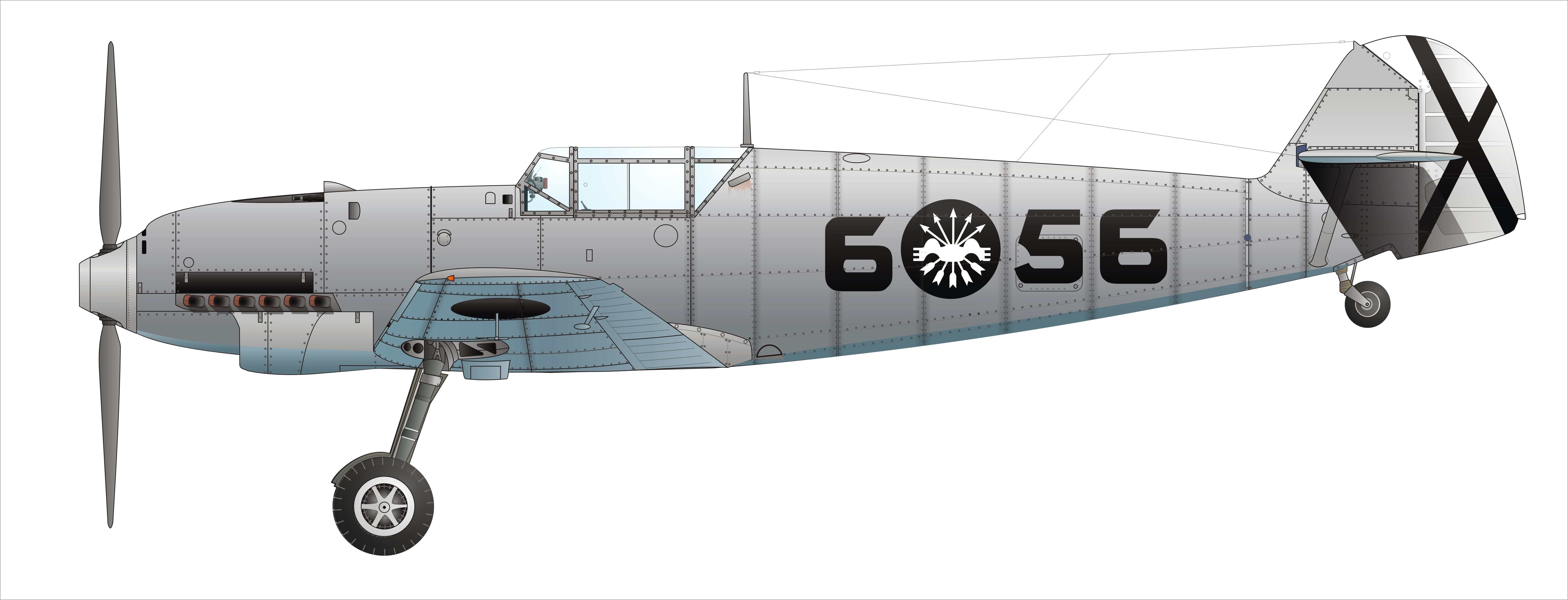
Profilo di un Messerschmitt Bf 109C-1 in forza al Jagdgruppe 88: l'aereo è il 56º Bf 109 (numero identificativo "6") inviato alla Legione Condor; si noti la croce di sant'Andrea nera su fondo bianco nella deriva e nel timone e il disco nero sotto l'ala (che dovrebbe essere in realtà tagliato dalla croce di sant'Andrea) e in fusoliera, riempito in quest'ultimo caso con il simbolo personale del pilota o della squadriglia di appartenenza

Per la guerra civile spagnola la Legione Condor sostituì la Balkenkreuz con un cerchio nero, che divideva le cifre identificative dipinte sulla fusoliera: le prime due indicavano il tipo di aereo (gli Junkers Ju 52/3m avevano un "22", gli Junkers Ju 86 D un "26", gli Heinkel He 51 un "2" e i Messerschmitt Bf 109 un "6") mentre quelle che seguivano il cerchio rispecchiavano la sequenza di quel tipo di aereo. Ad esempio, sigle come "22•7" significavano che l'aereo era il settimo Ju 52/3m inviato alla Legione Condor. Sulle superfici inferiori e superiori delle ali il cerchio che sostituiva la Balkenkreuz era tagliato, a volte, da una croce di sant'Andrea bianca, presente invece nera su sfondo bianco nella deriva e nel timone. A volte all'interno del disco nero apparivano simboli personali o delle varie unità; in particolar modo, durante la guerra civile spagnola la Luftwaffe fece per la prima volta ampio uso dei simboli di squadriglia.
Gli schemi mimetici adottati dai caccia della Legione Condor, riuniti nel Jagdgruppe 88, erano vari: le superfici superiori e laterali di alcuni Heinkel He 51 vennero ricoperte con del grigio chiaro, mentre nelle superfici inferiori venne applicata della vernice blu chiaro; altri ebbero lo stesso schema mimetico modificato con l'aggiunta di porzioni verde scuro e marroni; altri ancora avevano una diversa tonalità di grigio nelle superfici superiori e laterali. Col tempo, in seguito all'immancabile deteriorarsi delle vernici, per mimetizzare i velivoli venne usata qualsiasi tipo di vernice si rese disponibile.